# Poeiermolen
Een poeiermolen was een windmolen die werd gebruikt voor het persen van cacaoboter uit cacaoafval ("poeier").
Enige bekende Zaanse poeiermolens waren de molens van Jan Huijsman, de latere eigenaar van Cacaofabriek De Zaan. Deze molens stonden ooit op de Hemmes, een schiereiland in de rivier de Zaan. Ze droegen namen als De Oranjeboom, De Zaadzaaijer, De Oude Zwaan en De Prolpot.
Toen de stoommachine haar intrede deed in het productieproces van de Zaanstreek, werden veel eenheidsbewerkingen van molens overgenomen. Een stoomfabriek draaide al snel wekelijks vele tonnen product meer dan een windmolen. Toen eenmaal de verwerking van oliehoudende zaden voor de oliemolens niet meer lonend was, stapten veel molenaars in de Zaanstreek over op cacaoafval wat uit de fabrieken werd aangeboden. Door dit afval goed te sorteren, te reinigen en uit te persen, konden de molens nog rendabel blijven. Er werd zelfs enige tijd cacaoafval uit het buitenland gekocht en enkele kleinschalige fabriekjes werden opgestart.
Ook het verwerken van cacaoafval werd uiteindelijk overgenomen door moderne fabrieken, die het dankzij extractie en speciaal daarvoor uitgeruste persen beter en vooral sneller konden doen. Zo verdwenen de oliemolens een voor een uit het Zaanse landschap.
De poeiermolen mag niet worden verward met de poedermolen, die poeder voor pruiken maalde.